# Josef Jílek (fotbalista)
Josef Jílek (* 10. dubna 1941) je bývalý český fotbalista, útočník. Jeho mladší bratr je bývalý fotbalista František Jílek.

## Fotbalová kariéra
V československé lize hrál za Bohemians Praha. Nastoupil v 17 ligových utkáních a dal 1 gól.

## Ligová bilance
| Ročník                                   | Zápasy | Góly | Klub            |
| ---------------------------------------- | ------ | ---- | --------------- |
| 1. československá fotbalová liga 1962/63 | 1      | 0    | ČKD Praha       |
| 1. československá fotbalová liga 1963/64 | 3      | 0    | ČKD Praha       |
| 1. československá fotbalová liga 1964/65 | 6      | 1    | Bohemians Praha |
| 1. československá fotbalová liga 1966/67 | 7      | 0    | Bohemians Praha |
| CELKEM                                   | 17     | 1    |                 |